# Francisco Ramírez y Ramírez
Francisco Ramírez y Ramírez (1861-1922) fue un teniente auditor de primera clase del Cuerpo Jurídico de la Armada española .

## Reseña biográfica
Había nacido hacia 1861 teniente auditor de la Armada, fallecido en Madrid el 9 de enero de 1922. Su esposa, Presentación Montesinos y Donday, era hija de Juan Antonio Montesinos y Mir,  Francisco Ramírez y Ramírez tuvo tres hijos, Francisco Ramírez Montesinos, Vicente y Juan José (comandante médico de la Armada y jefe facultativo de la Beneficencia Municipal, y tres hijas (Clotilde, Teresa y Purificación). Ramírez desarrolló su carrera profesional en el cuerpo jurídico de la Armada española, y una vez retirado fue preparador de los opositores al cuerpo jurídico de la Armada en el Instituto Reus.
En el Ministerio de Marina desempeñó los cargos de fiscal de la jurisdicción de Marina, secretario general de la Marina mercante y auditor del apostadero de Cádiz entre otros.
Junto con el capitán de navío Julio Meras, y el médico primero Juan Redondo, participa en la redacción de un reglamento de relaciones de la asociación de la Cruz Roja con las autoridades de Marina.
Participa en la Comisión que ha de discutir y examinar el proyecto de ley de reclutamiento y reemplazo de la marinería (capitán de fragata Enrique Navarro y Cañizares, capitán de navío Julián Garda de la Vega, el teniente de navío de primera clase José Gutiérrez Sobral, el teniente auditor de primera clase Francisco Ramírez, el contador de navío de primera Joaquín Diez y el teniente de navío Antonio Gastón).
Es coautor de la obra "Guía general de la legislación marítima: repertorio alfabético compilado de las disposiciones legales de más frecuente aplicación en la marina militar y en la mercante" (1900) junto al Teniente Auditor de primera clase José Vidal.
Falleció en Madrid el 9 de enero de 1922.

## Distinciones
- Cruz de segunda clase de la Orden de Mérito Naval con el uso de distintivo blanco (8 de octubre de 1906)
- Cédula de Caballero de segunda clase del Mérito Naval (8 de octubre de 1906)